# NASA M2-F1
NASA M2-F1 là một mẫu máy bay trình diễn công nghệ, được phát triển để thử nghiệm khái niệm thân nâng không cánh.

## Tính năng kỹ chiến thuật (M2-F1)

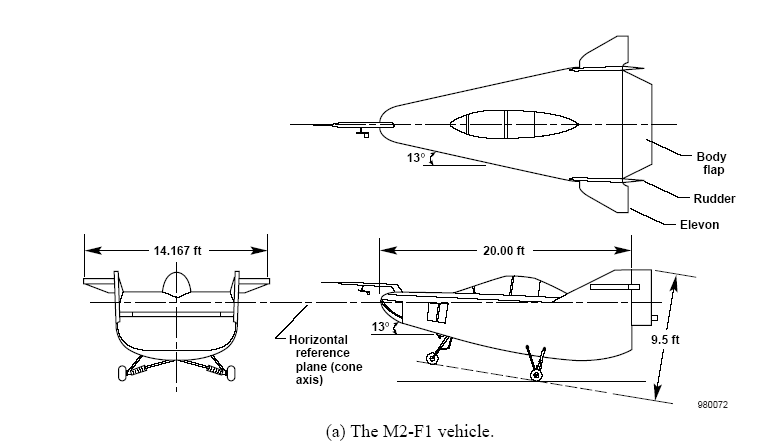
NASA M2-F1

Đặc điểm tổng quát
- Kíp lái: 1
- Chiều dài: 20 ft (6,1 m)
- Sải cánh: 14 ft 2 in (4,32 m)
- Chiều cao: 9 ft 6 in (2,89 m)
- Diện tích cánh: 139 ft² (12,9 m²)
- Trọng lượng rỗng: 1.000 lb (454 kg)
- Trọng lượng có tải: 1.182 lb (536 kg)
- Trọng lượng cất cánh tối đa: 1.250 lb (567 kg)
- Động cơ: 1 × nhiên liệu rắn kiểu rocket, 250 lbf (~1,1 kN)

 Hiệu suất bay 
- Vận tốc cực đại: 150 mph (240 km/h)
- Tầm bay: 10 mi (16 km)
- Tải trên cánh: 9 lb/ft² (44 kg/m²)